# Robiñera
Robiñera es una montaña de 3003 m de altitud, con una prominencia de 181 m, que se encuentra en el macizo de la Munia, en la divisoria del circo glaciar de Barrosa, en la provincia de Huesca (España).